# Tic-tac-toe
A tic-tac-toe (ejtsd: tiktektó, ismertebb nevén ix-ox) kétszemélyes absztrakt stratégiai táblás játék, a gomoku játékcsalád egy széles körben ismert tagja, amit már az ókori Egyiptom területén is ismertek.

## A játékmenet
A két játékos hagyományosan X és O alakú jelekkel (bábukkal) játszik. A 3×3 mezőből álló táblára felváltva teszik le a jeleiket, bármelyik még szabad mezőre. Az nyer, akinek sikerül egy vonalban 3 jelet elhelyeznie, vízszintes, függőleges vagy átlós irányban.

## Egyéb változatok

### Nagytáblás változat
Nem feltétlenül 3x3-as, és nem is feltétlenül négyzetarányos táblán játszódik, azonban ugyanúgy hármat kell kirakni, a saját jelünkből.

### Lite three
Szabálya és játékmezeje megegyezik a tic-tac-toe játékéval, de hogy ne lehessen döntetlen a játék, a negyedik rakás után mindig eltűnik az a jel, amit a játékos a legkorábban rakott le. Így az nyer, akinek úgy jön ki a három jele, hogy nem azok közül van az éppen legkorábban rakott jel.

## Hasonló játékok
- Gomoku
- Rendzsu
- Pente
- Amőba
- Connect four
- Lite three
- Quarto
- Quadruple
- Quixo